# Dichochrysa raedarii
Dichochrysa raedarii is een insect uit de familie van de gaasvliegen (Chrysopidae), die tot de orde netvleugeligen (Neuroptera) behoort. 
Dichochrysa raedarii is voor het eerst wetenschappelijk beschreven door Hölzel & Ohm in 2000.